# Šentjernej

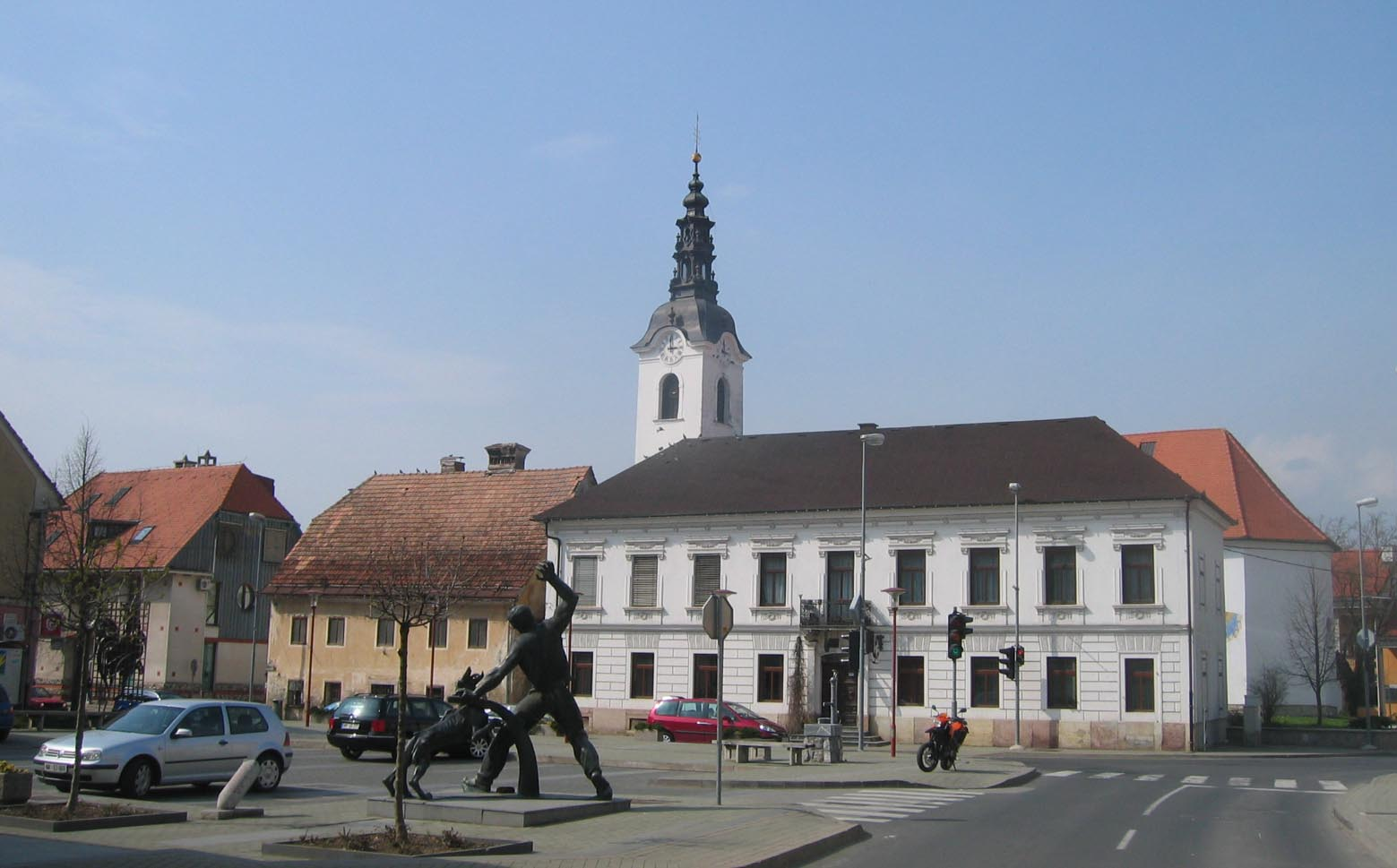
Zentrum von Šentjernej

Die Ortschaft Šentjernej (deutsch (historisch): Sankt Barthlemä) ist Hauptort und Verwaltungssitz der aus 57 Ortschaften bestehenden Gemeinde Šentjernej  in der Region Dolenjska (Unterkrain) in Slowenien.

## Lage
Die Gemeinde liegt an der kroatischen Grenze im stark bewaldeten Bergland Gorjanci (Sichelgebirge).

## Geschichte
Bis zum Ende der Habsburgermonarchie gehörte Šentjernej zum Kronland Krain, wobei Šentjernej eine eigene Gemeinde bildete. Diese war Teil des Gerichtsbezirks Landstraß bzw. des Bezirks Gurkfeld gewesen.